# Thelairoleskia longicornis
Thelairoleskia longicornis là một loài ruồi trong họ Tachinidae.